# ماساو تسوجی
ماساو تسوجی (انگلیسی: Masao Tsuji؛ زادهٔ ۲۹ مارس ۱۹۸۷) بازیکن فوتبال اهل ژاپن است.
از باشگاه‌هایی که در آن بازی کرده‌است می‌توان به باشگاه ورزشی یوکوهاما اشاره کرد.